# José Antônio da Silva Pinto
José Antônio da Silva Pinto(Lagoa Dourada, 1773 — Juiz de Fora, 1870), também conhecido como Barão de Bertioga, foi um cafeicultor e proprietário de terras, como a fazenda Soledade, em Matias Barbosa.
Filho do capitão Elias Antônio da Silva Resende e de Ana de Jesus Góis e Lara, casou-se com Maria José Miguelina de Barbosa, vinda da tradicional família juiz-forana Barbosa Lage.
Foi um dos fundadores da cidade de Juiz de Fora, sendo ali vereador. Fundador, ainda da Casa de Misericórdia de Juiz de Fora, hoje Santa Casa de Misericórdia de Juiz de Fora. Era comendador da Imperial Ordem de Cristo.
Recebeu o título de barão por decreto imperial em 16 de maio de 1861. Refere-se a Ibertioga e em tupi significa morada do macaco.